# Бюттельборн
Бюттельборн (нем. Büttelborn) — община в Германии, в земле Гессен. Подчиняется административному округу Дармштадт. Нет в состав района Грос-Герау. Население составляет 13 703 человека (на 31 декабря 2010 года). Занимает площадь около 30,01 км².

## Население
| Год  | Численность | Численность |
| ---- | ----------- | ----------- |
| 2017 | 14 694      | [ 1 ]       |
| 2019 | 14 761      | [ 4 ]       |
| 2021 | 14 955      | [ 5 ]       |
| 2022 | 14 992      | [ 6 ]       |
| 2023 | 15 068      | [ 2 ]       |

## История
Первое документальное упоминание о Бюттельборне датируется 1211 годом под именем «Butelbrunne».
В 1858 году в Бюттельборне впервые было более 1000 жителей, и он стал известен как «Сообщество белых трав», что привело к тому, что в 1887 году был построен завод по производству квашеной капусты, который просуществовал 35 лет. Население было все ещё сильно сельскохозяйственным в то время.
После захвата власти Гитлером также в Бюттельборне свободно избранный местный совет был заменен лицами, определёнными НСДАП, а названия улиц были переименованы в смысле нацистов. Из 33 еврейских семей, которые жили в Бюттельборне в 1933 году, только семьи молодого поколения смогли избежать Холокоста, избежав вовремя. После ужасов Второй мировой войны многие люди, эвакуированные из близлежащих городов, вернулись туда, но население Бюттельборнера продолжало расти из-за приема беженцев и изгнанных.

### Церковь и религия
Первое свидетельство присутствия церкви датируется 1358 годом, когда упоминалась «капелла». В исторических документах 1557 года есть упоминание о «св. Йост часовня перед деревней». В качестве покровителя церкви 1557 года упоминался «Иаков». Церковный патронат имел в 1523 г. графство Гессен и до проведения подсчета Каценельнбоген.
Нынешняя протестантская церковь была построена на месте позднеготической церкви предшественника с конца XV века. Неф был построен с 1728 по 1729 год под руководством Фридриха Зоннемана.